# Меґґі Шіпстед
Меґґі Шіпстед (англ. Maggie Shipstead; нар. 1983) — американська письменниця, авторка оповідань, есеїстка та мандрівна письменниця. Авторка книжок «Розсадження» (2012), «Здивуй мене» (2014), «Велике коло» (2021) та збірки оповідань «У тебе є друг у 10А» (2022).

## Дитинство та освіта
Шіпстед виросла у Мішн-В'єхо, Каліфорнія. Її мати була професоркою з дитячого розвитку й записала Шіпстед до програми для «обдарованих» дітей на основі результатів тесту IQ, який вона склала у п’ятирічному віці. Вона також займалася кінним спортом на змагальному рівні.
Шіпстед навчалася у Гарвардському університеті, і там вперше задумалася про те, щоб стати письменницею, пройшовши курс творчого письма Зейді Сміт. Здобувши ступінь магістра образотворчих мистецтв на Майстерні письменників Айови, вона отримала стипендію Стеґнера.

## Письменницька кар'єра
Після завершення стипендії Стеґнера вона опублікувала свій перший роман «Розсадження» 2012 року. Він описує весільні вихідні на багатому вигаданому острові Нової Англії та був схвалений критиками. Газета «The New York Times» описала його як «розумний та енергійний дебютний роман», і він здобув книжкову премію Los Angeles Times за дебютну художню книжку та премію Ділана Томаса.
Її другий роман, «Здивуй мене» (2014), охоплює три десятиліття інтриг та романтики у світі балету, починаючи з 1977 року. Він отримав змішані відгуки, «The New York Times» схарактеризувала прозу як «непримітну, підпорядковану динаміці схематичного сюжету Шіпстед». Водночас  «The Guardian» похвалила твір за «спритну оповідь, яка майже не дає осічок; будь-яку сюжетну неправдоподібність із лишком компенсує серйозне осмислення відданості мистецтву, що об’єднує покоління і захоплює людей із протилежними поглядами».
2021 року вона опублікувала свій третій роман «Велике коло», який отримав широке визнання. Газета «The Washington Post» описала її як «видатний твір історичної прози про «жінку-пілотесу» середини 20 століття». Його було номіновано на Букерівську премію 2021 року та на Жіночу літературну премію 2022 року. У ньому зображено безстрашну жінку-льотчицю Меріан Ґрейвз, яка намагається подолати сексистські норми авіації 1910-1950-х років, водночас історію подано з перспективи акторки, яка в наші дні втілює образ Ґрейвз на екрані. Улітку 2021 року компанія Picturestart викупила права на екранізацію з метою створення телевізійного серіалу, у якому Шіпстед виступить виконавчою продюсеркою.
2022 року Шіпстед опублікувала збірку оповідань «У тебе є друг у 10А». Багато з цих оповідань були раніше опубліковані в таких журналах, як Tin House та Virginia Quarterly Review, упродовж десятиліття, що передувало виходу роману «Велике коло». Хоча багато з десяти оповідань отримали схвальні відгуки, деякі критики все ж зауважили, що книжка є нерівномірною: так, The New York Times відзначила оповідання «La Moretta» як особливо вдале, але зауважила, що інші здаються «відверто незавершеними».
Шіпстед також проводить значну частину свого часу, подорожуючи світом, і є есеїсткою та письменницею-мандрівницею. Вона писала для журналів та газет, зокрема Condé Nast Traveler, The New York Times та Departures.

## Особисте життя
Шіпстед живе в Лос-Анджелесі, Каліфорнія зі своїм собакою Ґасом. Хоча її постійне місце проживання — там, вона багато мандрує. Вона писала про романтичні стосунки з чоловіком, з яким познайомилася під час подорожі субантарктичними островами на південь від Нової Зеландії, для журналу «Modern Love».

## Переклади українською
2024 року у «Видавництві Старого Лева» вийшов український переклад роману «Велике коло». Перекладачка — Вікторія Зенгва.

## Зовнішні посилання
- Інтерв'ю з Шипстед у газеті San Diego Union-Tribune